# كيت باركر
كيت باركر (بالإنجليزية: Kate Parker)‏ هي لاعب هوكي الحقل بريطانية، ولدت في 9 سبتمبر 1963.

## وصلات خارجية
- كيت باركر على موقع أوليمبيديا (الإنجليزية)
- كيت باركر على موقع اللجنة الأولمبية البريطانية (الإنجليزية)